# Makalapa (métro d'Honolulu)
Makalapa est une future station de métro américaine à Honolulu, dans le comté d'Honolulu, à Hawaï. Située sur la seule ligne du métro d'Honolulu entre Hālawa et Lelepaua, elle doit ouvrir en 2025.